# 广州动车段
广州动车段是中国铁路广州局集团唯一的动车组检修运用单位，于2009年7月成立，是中国大陆首批建成的四大动车检修基地。广州动车段现时配属570列动车组列车，管辖广东、湖南、海南境内8个动车运用所，段本部位于广州南动车运用所内。

## 下辖动车所
- 广州南动车运用所：位于广州南站西南侧，距离广州南站6公里。本廠分為檢修區及泊位兩部分，前者有10條軌道，後者有63條，是中國國鐵系統規模第二大的動車所，僅次於北京南動車所的78條泊位軌道。
- 广州东动车运用所
- 广珠城际动车运用所
- 佛山西客专动车运用所
- 深圳动车运用所
- 潮州动车运用所
- 长沙动车运用所
- 三亚动车运用所
- 新塘动车运用所